# Radioaltímetro
O radioaltímetro é um equipamento que determina a Altitude Absoluta, ou Altura, de um avião por meio da medição do tempo transcorrido entre a emissão de uma onda de rádio e sua recepção após reflexão no solo. É, portanto, um radar que mede a distância do solo em pés(ft).